# Calibre 27
Pour les articles homonymes, voir Calibre.
Calibre 27 connu sous le nom C27 est un groupe de hip-hop malien, originaire de Bamako.
Il est formé en 2013  par le  producteur Tiemoko Coulibaly alias Zy Pagala. Composé de trois membres, Laye Djo, Blacky et Young BG,.

## Carrière
Le groupe est créé en 2013 par le producteur Tiémoko Coulibaly alias Zy Pagala, éponyme de sa maison de production.